# Sunrise 我喜歡 (梁靜茹專輯)
《SUNRISE 我喜歡》為歌手梁靜茹發行的第4張中文音樂專輯，於2002年2月7日發行。其中歌曲〈分手快樂〉獲得的空前迴響不僅使得梁靜茹開始有了「情歌天后」的封號，也開啟了梁靜茹音樂日後的情歌王道導向。

## 曲目
| 曲序 | 曲目               |                | 作曲   | 编曲       | 製作人         | 备注                           |
| ---- | ------------------ | -------------- | ------ | ---------- | -------------- | ------------------------------ |
| 1.   | Sunrise            | 汪佩蓉         | 汪佩蓉 | 黃韻仁     | 汪佩蓉         |                                |
| 2.   | 分手快樂（獨唱版） | 姚若龍         | 郭文賢 | 陳飛午     | 郭文賢         |                                |
| 3.   | 我喜歡             | 潘協慶         | 潘協慶 | 王豫民     | 馬毓芬         |                                |
| 4.   | 有你在             | 徐世珍         | 郭雅倫 | Jenny Chin | 蔡尚文         |                                |
| 5.   | 我和自己的約會     | 李焯雄         | 吳尚宇 | Mac Chew   | 蔡尚文         |                                |
| 6.   | 幸福的預感         | 蔡健雅、葛大為 | 蔡健雅 | 鍾興民     | 馬毓芬         |                                |
| 7.   | 喜悅               | 張圓圓         | 楊智源 | Mac Chew   | 管啟源、梁靜茹 |                                |
| 8.   | 怎麼說             | 蔡健雅         | 蔡健雅 | 黃中岳     | 馬毓芬         |                                |
| 9.   | 小小的愛情         | 汪佩蓉         | 汪佩蓉 | Mac Chew   | 蔡尚文         |                                |
| 10.  | 無解               | 白牙           | 郭文賢 | 鍾興民     | 郭文賢         |                                |
| 11.  | 分手快樂（合唱版） | 姚若龍         | 郭文賢 | 鍾興民     | 郭文賢         | 合唱：黃嘉千、汪佩蓉、Boxx阿鳳 |

## 獎項
- CCTV「第4屆CCTV-MTV音樂盛典」
- 時間：2002年7月26日
  - 2002年度：台灣地區年度最佳單曲－《有你在》

- HitFM聯播網「HITO流行音樂獎」
- 時間：2003年1月15日
  - 2002年度：HITO華語歌曲獎－《分手快樂》
  - 2002年度：HITO女生最愛K歌獎－《分手快樂》
  - 2002年度：HITO海外歌手獎－《馬來西亞》
  - 2002年度：HITO最受歡迎KTV點播－《分手快樂》

- Channel V「第9屆全球華語音樂榜中榜」
- 時間：2002年12月1日（公佈）
- 時間：2003年1月19日（頒獎）
  - 2002年度：「港台地區」最受歡迎女歌手（提名）
  - 2002年度：「港台部分」最受歡迎音樂錄影帶－《分手快樂》（提名）
  - 2002年度：「港台地區」最受歡迎Top 20歌曲獎－《分手快樂》

- 金曲獎「第14屆金曲獎」
- 時間：2003年3月28日（公佈）
- 時間：2003年8月2日（頒獎）
  - 2002年度：最佳作曲人獎－潘協慶《我喜歡》（提名）

- G-music「第1屆G-music風雲榜白金音樂獎」
- 時間：2003年4月4日
  - 2002年度：白金大碟（提名）
  - 2002年度：白金女歌手（提名）
  - 2002年度：十大金碟－《Sunrise 我喜歡》